# 59239 Alhazen
59239 Alhazen este o planetă minoră (asteroid), cu un diametru de 3,051 km, din centura de asteroizi. A fost descoperită pe 7 februarie 1999 la Osservatorio Astronomico di Gnosca⁠(d) de Stefano Sposetti⁠(d) și a fost numită după Alhazen. 
Obiectul prezintă o orbită caracterizată de o semiaxă mare de 2,2511124954043 UAi, o excentricitate de 0,21, o înclinație de 7,1 ° în raport cu ecliptica.